# Juninho (Fußballspieler, 1977)
Carlos Alberto Carvalho dos Anjos Júnior, besser bekannt als Juninho, (* 15. September 1977 in Salvador) ist ein brasilianischer Fußballspieler.

## Karriere
Der 1,74 Meter große Stürmer begann seine Karriere beim Verein EC Bahia, er stand für drei Jahre von 1996 bis 1998, unter Vertrag. 2002 kehrte er den Verein Palmeiras São Paulo den Rücken, nachdem er 55 Ligaspiele beim Verein absolvierte. Er wechselte zum japanischen Verein Kawasaki Frontale, bei welchem er für acht Jahre unter Vertrag stand. In seinen ersten zwei Jahren in Japan war er in der zweiten Liga des Vereins, er nahm an 78 Ligaspielen teil. Nach den zwei Jahren stieg er 2005 in die erste Liga des gleichen Vereins auf und bestritt 207 Ligaspiele und schoss 110 Tore. 2007 äußerte er seinen Plan in Japan zu bleiben und die japanische Staatsbürgerschaft zu erwerben, gab dieses Vorhaben jedoch wieder aufgrund der Schwierigkeit der japanischen Sprache auf und kehrte nach Brasilien zurück. 2015 ging er beim Verein SD Juazeirense unter Vertrag, wo er 2017 seine aktive Laufbahn beendete.

## Erfolge
Bahia
- Copa Internacional Renner: 1997
- Staatsmeisterschaft von Bahia: 1998

Palmeiras
- Copa dos Campeões: 2000

Kawasaki Frontale
- J. League Cup 2. Division: 2004
- J. League Cup 1. Division: 2007

Kashima Antlers
- Copa Suruga Bank: 2012, 2013

## Auszeichnungen
- J. League Division 2: Torschützenkönig 2004